# Conus gloriakiiensis
Conus gloriakiiensis é uma espécie de gastrópode do gênero Conus, pertencente a família Conidae.